# Nikos Chadzinikolau
Nikos Chadzinikolau (n. 1 octombrie 1935, Trifilli, Grecia - d. 6 noiembrie 2009, Poznań) a fost un scriitor polonez de origine greacă. A scris poezii și proză și a tradus opere literare din greaca veche și neogreacă în limba poloneză și din limba poloneză în limba greacă.

## Biografie
A ajuns în Polonia în 1950. A absolvit studii de filologie poloneză la Universitatea Adam Mickiewic din Poznań. În 1958 a debutat în paginile revistei Tygodnika Zachodniego  din Poznań. În 1970 a fost distins cu premiul orașului Poznań. Mai târziu a primit titlul de Cetățean de onoare al orașului Poznań.

## Opera literară
A publicat peste 100 de cărți. A tradus operele a peste 500 de autori greci în limba rusă, precum și operele a 130 de autori polonezi în limba greacă.

### Volume de poezie
- Barwy czasu Wydawnictwo Poznańskie, Poznań 1961, s. 80.
- Otwarcie światła Wyd. Poznańskie, Poznań 1964, s.88.
- Wyzwolenie oczu Wyd. Pozn., Poznań 1967, s.92.
- Godzina znaczeń Wyd. Pozn., Poznań 1969, s.92.
- Bezsenność Wyd. Pozn. 1970, s.124.
- Próba nocy Wyd. Pozn., Poznań 1971, s.108.
- U słonych źródeł Wyd. P-ń. 1972, s.200.
- Dobrze, Syzyfie Wyd. Pozn., Poznań 1974, s.152.
- Exodus Wyd. Pozn., Poznań 1976, s.140.
- Moje krainy Wyd. Pozn., Poznań 1978, s.296.
- Rodowód Wyd. Pozn., Poznań 1979.
- Amulet Wyd. Pozn., Poznań 1980, s.128.
- Po sztormie Wyd. Morskie, Gdańsk 1981, s.100.
- O diskobolos ap tin polonia/Dyskobol z polski Wyd. Difros, Atena 1981, s.56.
- Klepsydra Wyd. Pozn., Poznań 1982, s.112.
- O Ikaros ap tin Polonia/Ikar z Polski Difros, Atena 1984, s.68.
- Słoneczny żal Wyd. Pozn., Poznań 1985, s.96.
- Bez maski Wyd. Pozn., Poznań 1986, s.440.
- Feniks  Wyd. Pozn., Poznań 1988, s.116.
- Vracaju se izgranici/Wracają wygnańcy Osvit, Karlovac 1990.
- Erotyki Biała Seria Poetycka, Poznań 1990, s.36.
- Właściwa miara BSP, Poznań 1991, s.36.
- Tylko miłość BSP, Poznań 1993, s.44.
- Pieśni Orfeusza BSP, Poznań 1994, s.48.
- To co kochamy jest poezją Biała i Kolorowa Seria Poetycka, Poznań 1995, s 112.
- Aforyzmy i Haiku, BiKSP, Poznań 1997, s.44. II ediție extinsă, Poeticon 2001, s.60.
- Liryki miłosne Wyd. G&P, Poznań 1997, s.104.
- W magii światła Wyd.G&P, Poznań 1998, s.92.
- Najpiękniejsze wiersze miłosne Wyd. Ston2, Kielce 1998, s.72.
- Galop światła Wyd. Poeticon, Poznań 2000, s.72.
- Laur Wielkopolski (împreună cu fiul său), Poeticon, Poznań 2001, s.192.
- Poezje-Piimata (în trei limbi: greacă, cehă și poloneză), Wyd. Amazonia, Ostrawa 2003, s.197.
- Laur Olimpijski (împreună cu fiul său), Wyd. Poeticon, Poznań 2004, s.155.
- Modlitwa do ptaków Wyd. Poeticon, Poznań 2005, s.112.

### Romane
- Greczynki Wyd. Morskie, Gdańsk 1978, s.92.
- Niebieskooka Greczynka Wyd. Iskry, Varșovia 1987, s.136.

### Altele
(traduceri, basme și mituri, piese de teatru, eseuri)
- Grek Zorba - Nikos Kazantzakis (traducere, introducere) Wyd. KiW, Varșovia 1971, p. 330; ed. II, 1973; ed. III, 1975; ed. IV, 1979; ed. V,1986; ed. VI, GMP, Poznań 1995; ed. VII, Muza, Varșovia 1996; ed. VIII revizuită, Muza 2009, p.383
- De profundis - Stratis Mirivilis (traducere, introducere), Wyd. MON, Warszawa 1964, p. 260.
- Nowe przestrzenie Ikara – Antologia poezji greckiej XX wieku (traducere, introducere), Wyd. Pozn., Poznań 1972, p. 300; ed. II (poszerzone),1980, p. 362; ed. III (poszerzone), 1985, p. 380
- Mała antologia poezji polskiej, în: Rita Bumi i Nikos Papas, Nea Pangosmia Piitiki Antologia, t.V, Athina 1976, pp .2329-2353.
- Latarnie Posejdona – Antologia greckiej poezji morskiej (traducere, introducere), Wyd.  Morskie, Gdańsk 1978, p. 352.
- N.Chadzinikolau, Politismos kie filozofia/Kultura i filozofia Difros, Ateny 1980, p. 176.
- Poławiacze gąbek – Antologia greckiej noweli morskiej (traducere, introducere), Wyd. Morskie, Gdańsk 1982, p. 254.
- N.Chadzinikolau, Literatura nowogrecka 1453-1983 PWN Poznań-Warszawa 1986, p. 336.
- Antoniu Takis, Trzy natury (selecție de poezii), Wyd. Glob, Szczecin 1986, p. 100.
- Aforyzmy Greków (przekład i posłowie), Wyd. Pozn., Poznań 1989, s.132; wyd.II, Abbos, Poznań 1991, s.144; wyd.III, Miniatura, Kraków 1992, s.80; wyd.IV Ad Okulos, Warszawa 1998, s.80; wyd.V, Videograf, Katowice 2004, s.208; wyd.VI, Zysk i s-ka, Poznań 2009, s.332
- Mała antologia polskiej poezji, w: Nikos Anogis, Polonia, Wyd. Mavridis, Athina 1989, s.36-51 (cała książka o literaturze polskiej                                                                                              powstała z inspiracji i przy pomocy N.Ch.)
- Antoniu Takis, Epigramaty, BSP Poznań 1990, s.28.
- Koniarelli-Siaki Eleni, Twarz Wiosny (poezii), BSP, Poznań 1990, s.28.
- Matheu Ewangelia, Ofiara w czasie (poezii), BSP, Poznań 1990, s.44.
- Tsutakos Panajotis, Jak ten ptak (poezii), BSP, Poznań 1990, s.28.
- Teofilu Fedon, Nocna symfonia (poezii), BSP, Poznań 1991, s.40.
- Tsalikis Giorgos, Podróż w czasie (opowiadania), BSP, Poznań 1991, s.40.
- Tselenti Alki, Nostalgia ziemi (poezii), BSP, Poznań 1991, s.44.
- Sofokles, Antygona (traducere, introducere), Wyd.Rebis, Poznań 1991, s.56; wyd.II,Kanon,Warszawa 1994,s.120; wyd.III, G&P,Poznań 1997,s.60;						Wyd.IV,1998, s.78; Wyd.V, 1999; Wyd.VI, 2003; wyd.VII, Zysk i s-ka, Poznań 2009
- N.Chadzinikolau, Mity greckie  Wyd. Rebis, Poznań 1991, s.163; Wyd.II G&P,Poznań 1998,s.160; Wyd.III,Siedmioróg, Wrocław 2003, s.238
- N.Chadzinikolau, Polonika paramithia/Baśnie polskie Wyd. Smirniotakis, Ateny 1992, s.86.
- Arrnokuru –Kerestetzi Ivoni, Krążenie światła (poezje), BSP, Poznań 1992, s.40.
- Teofilu Fedon, Liturgia pamięci i morza (poezje), BSP, Poznań 1992, s.38.
- Antoniu Takis, Dopóki istnieję (poezje), BSP, Poznań 1993, s.36.
- Moje okno różą ozdobił Bóg – Antologia poezji greckiej, Wyd. Ibis, Warszawa 1994, s.168.
- Smakowski Andrzej, I evdomada ton pulion/Tydzień ptaków, przekład na język grecki Wyd. Smirniotakis, Ateny 1994, s.20.
- Garifalaki-Nikolau Lina, Nie tylko żal (poezje), BSP, Poznań 1995, s.48.
- Sofokles, Elektra (libretto do opery Mikisa Theodorakisa), ars nowa,  Poznań 1995, s.68.
- Ritsos Yannis, Sonata księżycowa, w: Najsłynniejsze poematy XX wieku, Wyd. Sponsor, Kraków 1996, s. 175-191.
- Lagakou Nelli, Owiana światłem (poezje), BiKSP, Poznań 1997, s.48.
- Stamati Maria, Pieśni nocy (poezje), BiKSP, Poznań 1997.
- Szymborska Wisława, Telos kie Archi/Koniec i początek Ateny 1997, s.64.
- Kutsochera Leta, Wieczny czas (poezje), BiKSP, Poznań 1998, s.52.
- Miłość Greków – Antologia greckiej poezji miłosnej (traducere, introducere), Wyd. Ad Okulos, Warszawa 1998, s.144.
- Pylorof-Sotiroudi Sonia, Wieczorne (poezje), BiKSP, Poznań 1998, s.48.
- Safona, Erotyki Wyd G&P, Poznań 1998, s.92; wyd II całościowe Zysk i s-ka, Poznań 2009
- Sofokles, Elektra (traducere, introducere) Wyd. G&P, Poznań 1998, s.80.; wyd II Zysk i s-ka, Poznań 2009
- Sofokles, Król Edyp (traducere, introducere) Wyd.G&P, Poznan 1998, s.76; Wyd. II 2001; Wyd. III 2003; Wyd.IV Zysk i s-ka, Poznań 2009
- Mistrioti Maria, Sternik wiatr (poezje), BiKSP, Poznań 1999, s.38.
- Kakava-Garidi Niki, Przed bramami (poezje), BiKSP, Poznań 1999, s.56.
- Fotiadou Giota, Na granicach nocy (poezje), Poeticon, Poznań 2000, s.52.
- Miłosz Czesław, I Piisii/Poezje, Ateny 2000, s.72.
- Homer, Iliada, Wyd. G&P, Poznań 2000, s.501; Wyd. II, Videograf, Katowice 2004
- N.Chadzinikolau, Dziewczyny z Delf (dramat), Poeticon 2001, s.60.
- N.Chadzinikolau, Meduza (sztuka dla dzieci), Poeticon, Poznań 2002, s.42.
- N.Chadzinikolau, Rewolucja grecka 1821 i filhellenizm w literaturze oraz opinii społecznej Europy, Wyd. Poeticon 2004, s.141.
- N.Chadzinikolau, Hellenizm w poezji Leopolda Staffa Poeticon, Poznań 2004, s.61
- Pittaras Dionisis, Poezje (przekład wspólnie z synem), Poeticon, Poznań 2003, s.76
- 150 bajek Ezopa Poeticon, Poznań 2003, s.88.
- Myśli antyczne (brak nazwiska tłumacza) Wyd. Videograf, Katowice 2003, s.15-109.
- N.Chadzinikolau, Odisseas Elitis poeta światła i morza (monografia), Wyd. Naukowe UAM, Poznań 2004, s.252.
- N.Chadzinikolau, Bajki greckie Wyd. Sens, Poznań 2005, s.150.
- Nikos i Ares Chadzinikolau, Ilustrowana Księga Mitów Greckich, Videograf II, Chorzów 2006, s.287.